# Várzea do Douro
Várzea do Douro ist ein Ort und eine ehemalige Gemeinde (Freguesia) im portugiesischen Kreis Marco de Canaveses. Die Gemeinde hatte 2102 Einwohner (Stand 30. Juni 2011).
Am 29. September 2013 wurden die Gemeinden Várzea do Douro, Alpendurada e Matos und Torrão zur neuen Gemeinde Alpendorada, Várzea e Torrão zusammengeschlossen.